# Venturia meridionalis
Venturia meridionalis là một loài tò vò trong họ Ichneumonidae.